# Neocyrtus
Neocyrtus is een geslacht van vliesvleugeligen uit de familie Encyrtidae. De wetenschappelijke naam van dit geslacht is voor het eerst geldig gepubliceerd in 1985 door Trjapitzin.

## Soorten
Het geslacht Neocyrtus omvat de volgende soorten:
- Neocyrtus dictys (Trjapitzin, 1967)
- Neocyrtus distinctus (Mercet, 1921)
- Neocyrtus intermedius (Trjapitzin, 1967)
- Neocyrtus pentheus (Trjapitzin, 1967)